# Ernesto Bertarelli

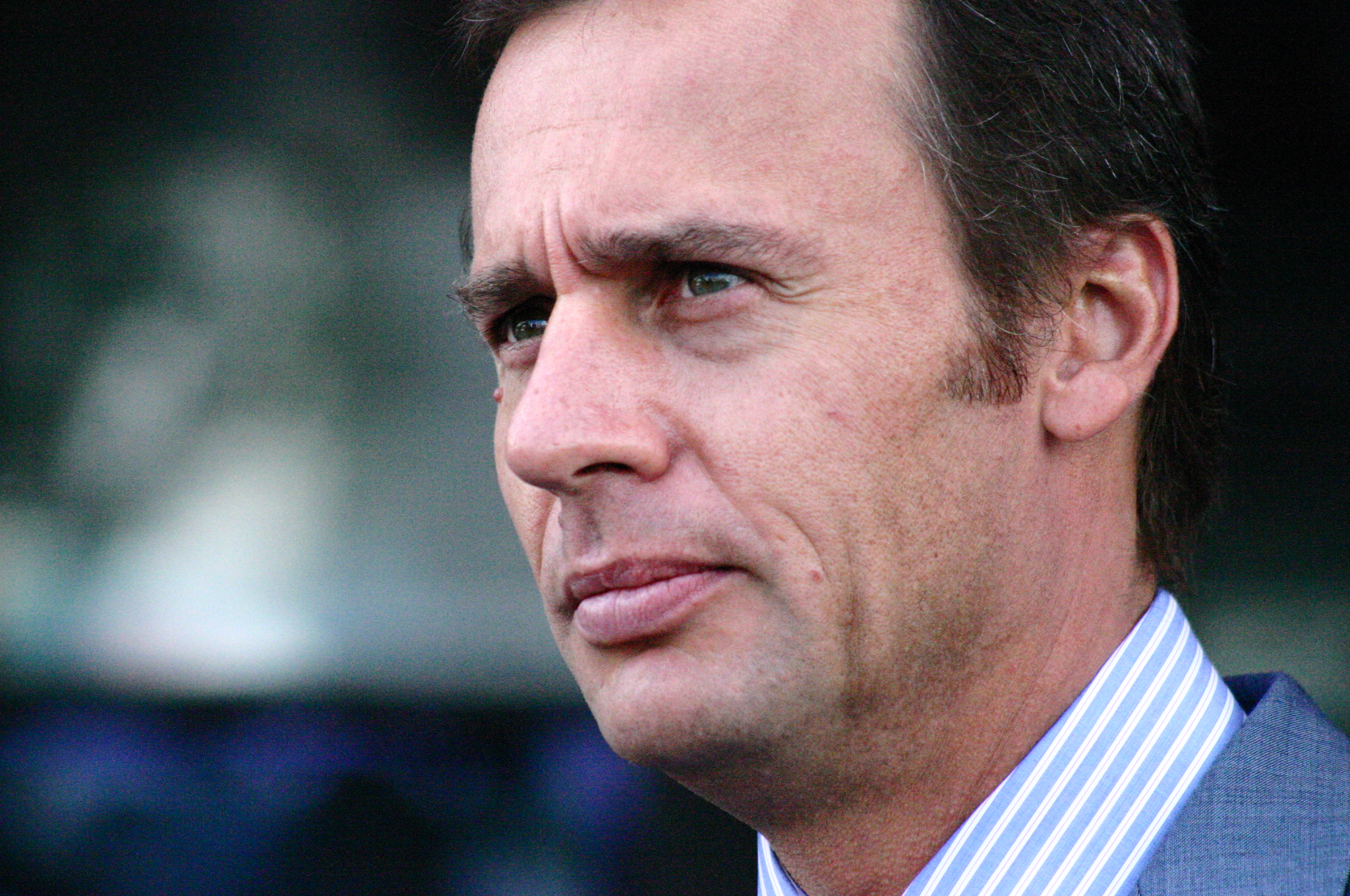
Ernesto Bertarelli

Ernesto Bertarelli (Roma, 1965) é um filantropo e empresário italiano naturalizado suíço, ativo no campo da biotecnologia, da finança e da vela. 

## Biografia
Nascido em Roma, muda-se com a família para a Suiça em 1977. Diplomado pela Babson College em 1989, obtém o MBA da Harvard Business School em 1993. Em 1996 é nomeado diretor executivo da firma de Serano, SA que herda do seu pai, mas que chefiada por ele passa da farmácia para a biotecnologia com ganhos em aumento logarítmico desse essa data até 2006 altura em que a vende à empresa alemã Merck KGaA.

### Empresário
Com interesses na Kedge Capital e na Ares Life Sciences, trabalha para a UBS AGe membro do Orgão Estratégico Consultivo da Escola Politécnica Federal de Lausana (EPFL).

### Filantropia
No campo filantrópico, a Fundação Bertarelli, criada em 1998 dedica-se aos cuidados de saúde assim como meio ambiente e educação 

### Alinghi
Apaixonado da vela desde sempre e onde as embarcações da família se chamam Alinghi desde que a sua irmã mais nova, Dona, inventou esse nome quando de férias em Itália faziam vela juntos , Ernesto Bertarelli é um velejador aguerrido que já ganhou e Bol d'Or por cinco vezes e obteve o Challenge Bol d'Or uma vez. Funda no clube de vela onde navega regularmente com os sucessivos Alinghis, a Sociedade Náutica de Genebra, a equipa de vela Alinghi para atacar a Taça América . 
A equipa ganha a taça na sua primeira aparição nessa regata - o que constitui um primeiro recorde pois nenhuma equipa antes tinha conseguido tal feito - e traz pela primeira vez para a Europa a Taça que havia deixado o continente desde que havia sido criada a competição 152 anos antes na Inglaterra, mas que ela perdeu contra o veleiro americano que se chamava América e onde o nome America's Cup (origem do nome America's Cup).

## Honras
- Em 2003 é decorado com a insígnia de Chevalier de la Légion d'honneur pelo presidente francês Jacques Chirac
- Em 2008 é recompensado com o Harvard Medical School Board of Fellows.
- Foi feito "Cavaliere di Gran Croce" por Carlo Azeglio Ciampi, presidente da República Italiana